# Willingshausen
Willingshausen település Németországban, Hessen tartományban. Lakosainak száma 4789 fő (2023. december 31.).

## Népesség
A település népességének változása:
| Lakosok száma | 4782 | 4796 | 4760 | 4822 | 4789 |
|               | 2017 | 2019 | 2021 | 2022 | 2023 |